# Sebastian Croft
Sebastian Theodore Kemble Croft (ur. 16 grudnia 2001 w Oksfordzie) – brytyjski aktor. Swoją karierę rozpoczął jako aktor dziecięcy na scenie, zanim zadebiutował w telewizji jako młody Ned Stark w Grze o tron (2016). Zdobył nominację do nagrody BAFTA Children’s Award za rolę Atti w filmie Horrible Histories: The Movie – Rotten Romans (2019).
Croft udziela głosu m.in. w filmie Gdzie jest Anne Frank (2021) oraz w odcinku „Ice”, będącym częścią antologii Netflixa Miłość, śmierć i roboty (2021). W 2022 wystąpił w serialu Heartstopper jako Ben Hope.

## Dzieciństwo
Croft urodził się w Oksfordzie jako syn Johna Crofta, angielskiego biznesmena, i Doulli Croft, grecko-cypryjskiej dyrektorki Facebooka. Jest potomkiem rodziny Kemble. W wieku 7 lat zaczął uczęszczać na lekcje aktorstwa do oddziału Stagecoach w Abingdon-on-Thames. Uczęszczał do Dragon School oraz do St. Edward’s School w Oksfordzie, gdzie zdawał GCSE. Zdał A Levels z języka angielskiego, filozofii i filmu.

## Kariera

### Teatr
Croft po raz pierwszy wystąpił w teatrze West End w 2010 roku w przedstawieniu Oliver! (Theatre Royal przy Drury Lane) produkcji Sama Mendesa. W 2011 roku został obsadzony w roli Gavroche’a w Les Misérables (Queen’s Theatre). Producent Cameron Mackintosh wybrał Crofta, aby powrócił do Oliver!, tym razem wcielając się w tytułową rolę w brytyjskim zespole objazdowym na osiemnaście miesięcy. W 2013 roku Croft zagrał Tommy’ego w przedstawieniu Matilda the Musical w Royal Shakespeare Company (Cambridge Theatre). Jego ostatnim występem muzycznym jako młodocianego artysty była tytułowa rola w premierowej produkcji The Secret Diary of Adrian Mole (Leicester Curve). Dodatkowo wziął udział w teatralnych musicalach: I Can’t Sing, The Secret Diary of Adrian Mole, Bumblescratch, Danny Hero i The Braille Legacy. Do jego znaczących koncertów i spektakli należą: Rags: The Musical (Lyric Theatre) oraz A Charity Concert With Emeli Sande and Laura Wright. W czerwcu 2016 roku Croft wystąpił w West End Live w spektaklu Bumblescratch na Trafalgar Square.
W 2014 wokale Crofta pojawiły się w produkcji National Theatre Live Koriolan (Donmar Warehouse) z Tomem Hiddlestonem. Croft brał udział w sztuce Emil and The Detectives (National Theatre), gdzie wcielił się w tytułową rolę Emila Tischbeina. W 2016 roku Croft został obsadzony w roli Artura w przedstawieniu Król Jan Szekspira (Rose Theatre) w reżyserii Sir Trevora Nunna, za którą Croft otrzymał wysokie recenzje w prasie krajowej.

### Telewizja i film
W 2016 roku Croft wystąpił w serialu ITV i Fox Houdini and Doyle oraz w serialu Sky Atlantic i Showtime Dom grozy. Croft zyskał rozgłos, wcielając się w rolę młodego Eddarda Starka (w dorosłym życiu portretowanego przez Seana Beana) w szóstym sezonie serialu HBO Gra o tron.
Croft zadebiutował w filmie fabularnym w 2017 roku rolą młodego Davida Logana w filmie Hipopotam. W 2019 roku wystąpił w filmach Znajdę Cię oraz Horrible Histories: The Movie – Rotten Romans jako młody Robert Pułaski i Atti, z których ten ostatni przyniósł mu nominację do nagrody BAFTA Children’s Award w kategorii Young Performer.
W 2021 Croft wcielił się w postać Petera van Daana w animowanym filmie fantasy Gdzie jest Anne Frank, którego premiera odbyła się w 2021 r. na festiwalu w Cannes. Użyczył swojego głosu w II części animowanej antologii Netflixa Miłość, śmierć i roboty w nagrodzonym nagrodą Creative Arts Emmy odcinku „Ice”. Croft i Ty Tennant zostali obsadzeni w rolach detektywów Dead Boy, Charlesa Rowlanda i Edwina Paine’a odpowiednio w 3. sezonie serialu DC Universe Doom Patrol.
W kwietniu 2021 ogłoszono, że Croft zagra Benjamina „Bena” Hope’a w serialu Netflixa z 2022 roku Heartstopper, będącym adaptacją webkomiksu i powieści graficznej o tym samym tytule autorstwa Alice Oseman.

## Życie prywatne
Croft ujawnił w jednym z wywiadów, że ma dysleksję.

## Filmografia

### Filmy
- Hipopotam (2017) jako młody David Logan
- Horrible Histories: The Movie – Rotten Romans (2019) jako Atti
- Znajdę Cię (2019) jako młody Robert Pulaski[28]
- Gdzie jest Anne Frank (2021) jako Peter van Daan (rola głosowa)
- School’s Out Forever (2021) jako Pugh
- Wonderwell (TBA) jako Daniele (postprodukcja)[29]
- Dampyr (TBA) jako Yuri (postprodukcja)[30]

### Telewizja
- Houdini & Doyle (2016) jako Newsie
- Gra o tron (2016) jako młody Eddard Stark
- Dom grozy (2016) jako Boy Familiar
- Love, Death & Robots (2021) jako Fletcher
- Doom Patrol (2021) jako Charles Rowland[25]
- Heartstopper (2022) jako Benjamin „Ben” Hope[26]

### Teledyski
- „Baby, It’s Gold Outside” (2014) autorstwa Michael Bublé i Idiny Menzel[31]

## Nagrody i nominacje
- BAFTA Children’s Awards (2019) – nominacja w kategorii Young Performer za Horrible Histories: The Movie – Rotten Romans[24]